# Brigada Oded
A Brigada Oded ou 9ª Brigada é uma brigada de infantaria de reserva subordinada à Divisão Bashan, divisão regional do Comando Norte, tendo sido no passado uma das três brigadas estabelecidas no norte do país em 1948, durante a Guerra de Independência. Com o estabelecimento das FDI, tornou-se a 9ª Brigada. A brigada é formada por expatriados da brigada Golani.
O emblema da brigada inclui "Ayala Shloha" - o emblema da tribo Naftali. Hoje, a Brigada Oded é uma brigada de infantaria de reserva e sua base permanente está no Campo de Philon perto de Rosh Pina, ao norte do moshav Elifelt.

## História

### A Guerra da Independência

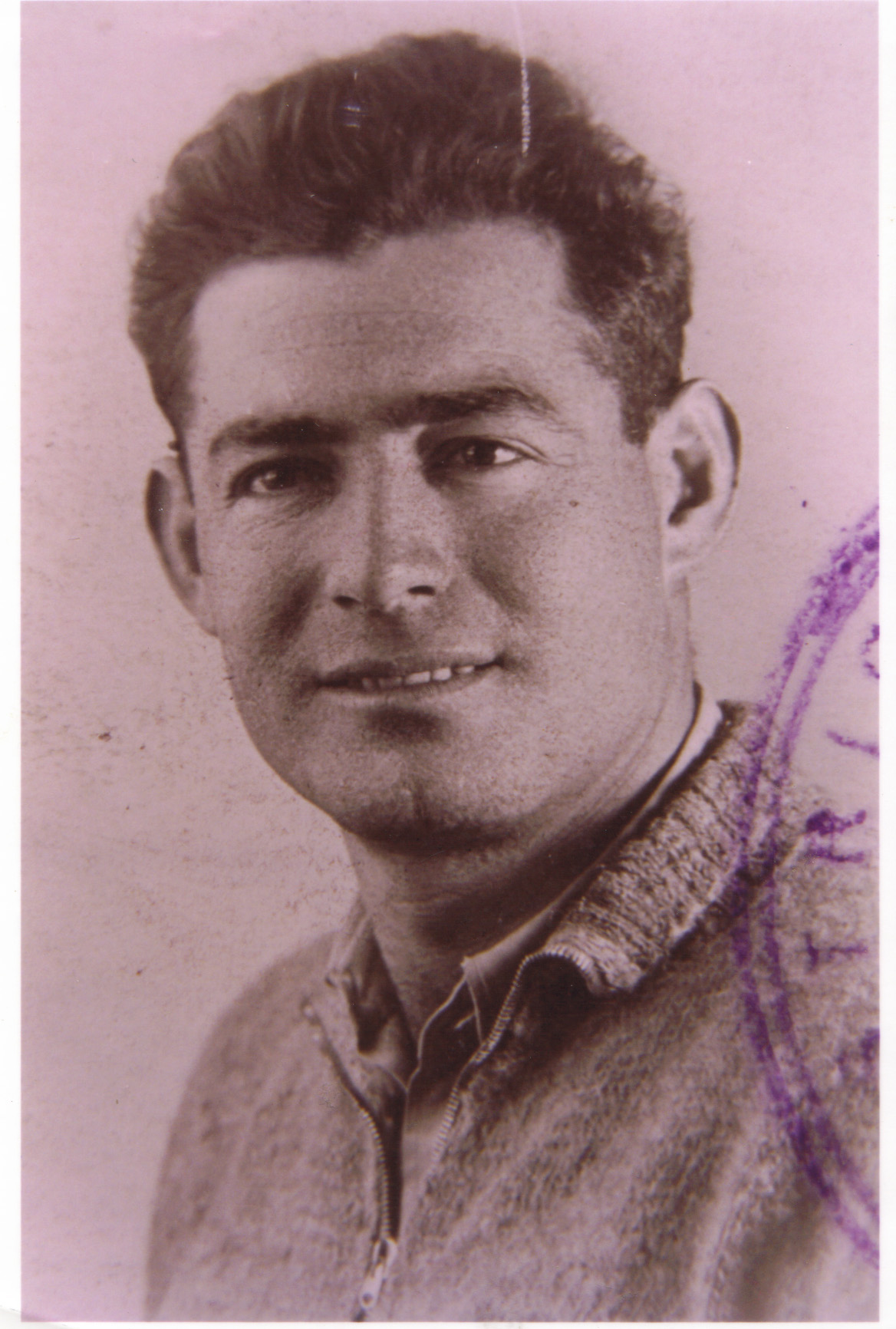
Uri Yaffe, o primeiro comandante da brigada.

Na Ordem da Estrutura Nacional de novembro de 1947, David Ben-Gurion decidiu formar quatro brigadas regulares dos batalhões e companhias do Hish nas cidades e distritos, que depois passaram a ser seis, e passar a mobilizar toda a força capaz de combater. No norte, o Comando do Haganá estabeleceu a Brigada Libanesa, que nos primeiros planos era chamada de "Brigada do Norte" e incluía toda a área de Zichron Ya'akov e norte. O comandante da brigada era Moshe Carmel e incluía todas as forças das FDI na área.
Em fevereiro de 1948, a brigada foi dividida na Brigada Golani nas divisões Jezreel, Kinneret, Gilboa e Tel Hai e na Brigada Carmeli (em homenagem ao Monte Carmelo) nas regiões de Haifa e Zebulon (significando Haifa e a Galiléia Ocidental). Ao mesmo tempo, o primeiro e o terceiro batalhões do Palmach operavam no setor, a partir dos quais foi estabelecida a Brigada Yiftah.
Em 1º de junho de 1948, foi criada a Brigada Oded (sob o comando de Uri Yaffe, cujo apelido clandestino era "Oded"), baseada no Batalhão Alon (o 5º Batalhão da "Brigada Libanesa", e posteriormente o 11º Batalhão da "Golani") que foi transferido da região de Haifa, junto com tropas treinadas do Corpo da Guarda das localidades da área e reforços não-treinados recém-chegadas. A tarefa da brigada era segurar o dedo oriental da Galiléia e preparar contra o Golã. As batalhas mais famosas da brigada foram a Terceira Batalha de Malchiya, a Batalha de Tel Azziat (1948), a Operação Yoav e a Operação Hiram. Nas duas últimas batalhas, foi comandada por Yitzhak Fondak, após o afastamento de Uri Yaffe de seu cargo devido ao seu fracasso em impedir a invasão síria, a queda da Guarda do Jordão e a colocação da Alta Galileia em perigo de ser cortada do resto do país.

#### Os batalhões da Brigada Oded na Guerra da Independência
| Número do batalhão | Comandante                                       | Composição                                                           | Data de Estabelecimento | Atividade principal                                              |
| ------------------ | ------------------------------------------------ | -------------------------------------------------------------------- | ----------------------- | ---------------------------------------------------------------- |
| 11º                | Aviazer Friedman                                 | Voluntários das FDI de Haifa                                         | Novembro de 1947        | A Terceira Batalha de Malaquias, operações de Rosh, Yoav e Hiram |
| 91º                | Ephraim Livna, Goel Levitsky                     | Voluntários das FDI da Alta Galiléia e uma companhia do 11º batalhão | Junho de 1948           | Batalha de Tel Azziat (1948), operações Yoav e Hiram             |
| 92º                | Finney Weinstein, Jacob Bibergel, Werner Strauss | Novatos do Escritório de Treinamento Nacional                        | Junho de 1948           | Operações de Yoav e Hiram                                        |

No verão de 1948, a brigada recebeu o 23º Batalhão da Brigada Carmeli sob seu comando operacional por um tempo de cerca de um mês. Além disso, por um curto período, em outubro-novembro de 1948, foi feita uma tentativa de estabelecer outro batalhão, o 93º Batalhão, de imigrantes e voluntários Machal da América Latina, mas o batalhão logo foi dissolvido.
Na década de 1950, a brigada passou a ser uma brigada de reserva.

### A Operação Kadesh
Na Guerra do Sinai, a brigada sob o comando do coronel Avraham Yaffe (irmão de Uri Yaffe) incluía 3 batalhões de infantaria: o 91º Batalhão sob o comando do Tenente-Coronel Uzi Tzeisling, o 92º Batalhão e o 11º Batalhão sob o comando do Major Zeev Ayalon (o qual foi transferido sob o comando da 27ª Brigada), uma unidade de patrulha sob o comando do Major Aryeh Nachemkin, 335º GMC (Batalhão de Morteiros Pesados) sob o comando do Major Haim Bigon, 402º GDS Moktan sob o comando do Major Baruch Rodkin e a 837ª Companhia de Canhões Anticarro sob o comando do Capitão Tovia Lorber, também reforçou a brigada o 121º batalhão da 8ª Brigada. A brigada se deslocou da área de Eilat para o sul, ao longo da costa leste da Península do Sinai, ao longo da rota descoberta na Operação Yarkon, até Sharm el-Sheikh.

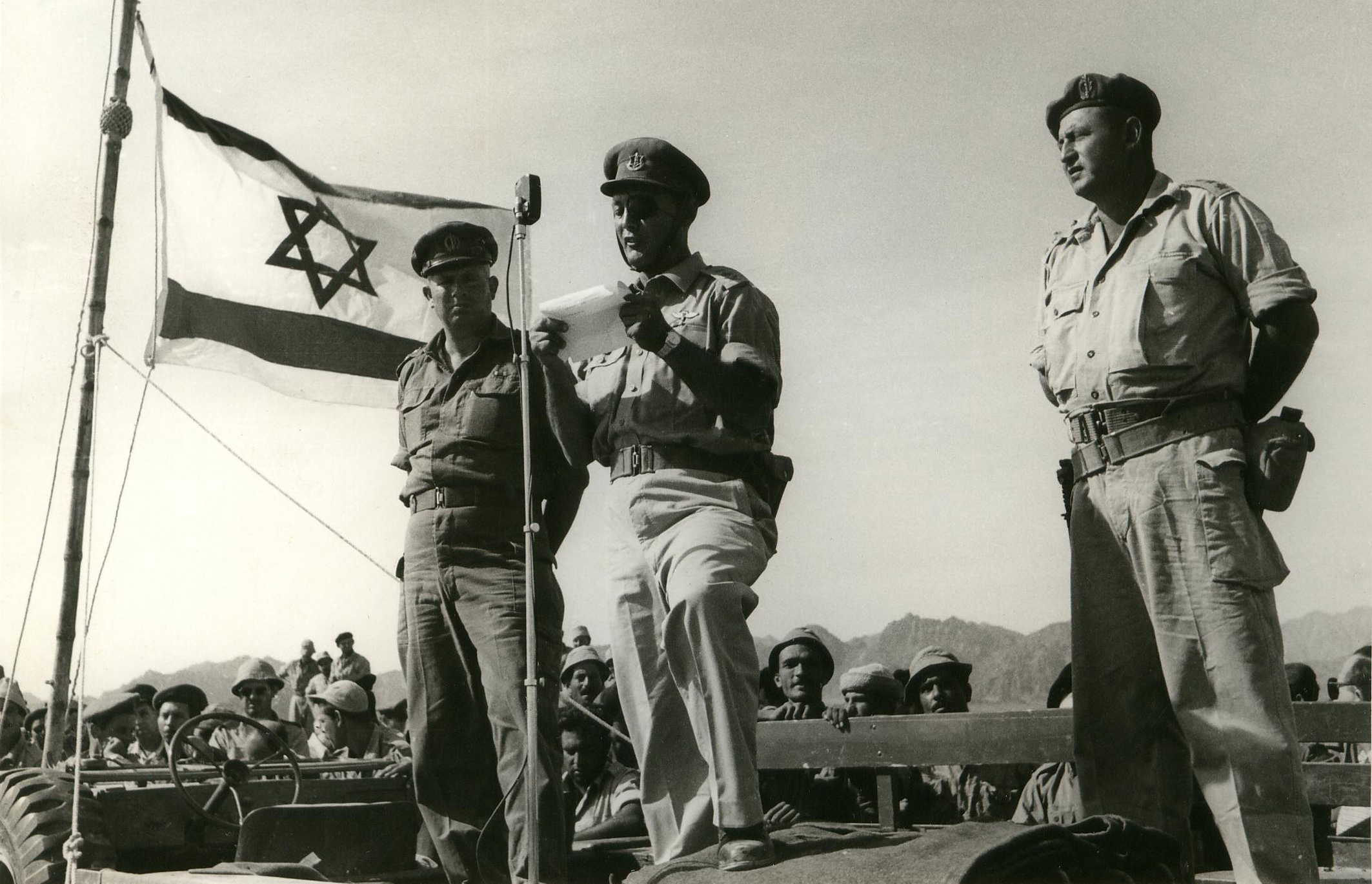
Chefe do Estado-Maior Moshe Dayan (centro), General do Comando Sul Assaf Simhoni (à esquerda) e o comandante da 9ª Brigada, Avraham Yaffe (à direita), revisam a ordem da brigada em Sharm el-Sheikh no final da Guerra do Sinai.

O Primeiro Ministro e Ministro da Defesa David Ben-Gurion escreveu uma carta aos soldados da Brigada Oded, por ocasião do desfile da vitória da brigada realizada em Sharm el-Sheikh em 6 de novembro de 1956. A carta foi entregue ao Chefe do Estado-Maior, Major-General Moshe Dayan, a qual leu no desfile: Em sua carta, Ben-Gurion escreveu:

Você concluiu com sucesso a maior e mais magnífica operação militar da história de nossa nação e uma das operações mais maravilhosas da história das nações. Novamente poderemos cantar a canção de Moisés e dos antigos israelitas: "Ouçam os povos de Yargazon, o exército de Acaz, os habitantes da Filístia, então os campeões de Edom serão amedrontados, os poderosos de Moab serão acometidos de temor, todos os habitantes de Canaã desaparecerão, terror e medo cairão sobre eles”. Eilat voltará a ser o principal porto hebraico no sul, e Yotbat, conhecida como Tiran, voltará a fazer parte do Terceiro Reino de Israel

### Guerra dos Seis Dias
Durante a Guerra dos Seis Dias, a brigada, sob o comando de Aharon Avnon, estava em vias de ser convertida em brigada mecanizada e incluía 3 batalhões: o 91º Batalhão sob o comando de Uzi Tzisling e o 11º Batalhão sob o comando de Ze'ev Ayalon, que capturou a cidade de Jenin, e o 93º Batalhão que foi transferido para a área de Eilat.

### Guerra do Yom Kippur

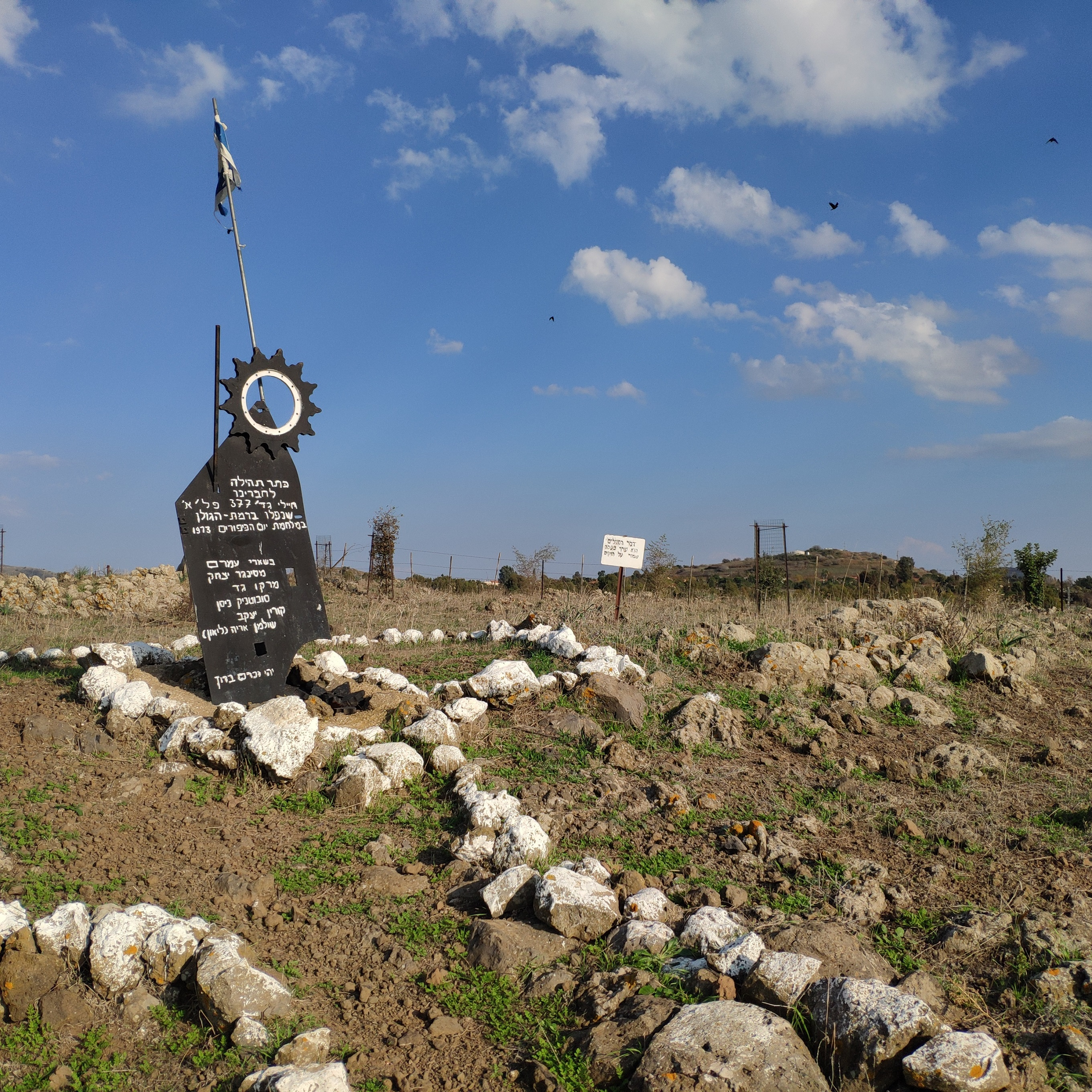
Um memorial aos mártires da Companhia A do Batalhão 377 na Guerra do Yom Kippur, no eixo do petróleo, perto do Moshav Keshet.

Na Guerra do Yom Kippur a brigada incluía, sob o comando de Mutaka Ben-Forat, o 377º Batalhão - o Batalhão de Tanques Super Sherman sob o comando de Ben Zion Padan, e 2 batalhões Hormash: o 11º Batalhão sob o comando de Dov Alfenboim, e o 91º Batalhão sob o comando de Moshe Aguzi. No dia 7 de outubro, à tarde, a brigada subiu ao sul das Colinas de Golã e ocupou a área de El-Al. foi transferida a 179ª Brigada, que chegou pela manhã à área de El-Al. A brigada deixou seus batalhões Hormash na área de Kinneret e atuou como uma brigada blindada com dois batalhões de tanques (377º e 278º). A brigada foi transferida para o comando da 146ª Divisão e lutou com ela contra os sírios no sul das colinas de Golã como parte da batalha por Hoshnia. Mais tarde, a brigada também lutou em batalhas no enclave sírio.

### Da Guerra do Yom Kippur à Segunda Guerra do Líbano
A brigada não participou da Operação Shalom HaGalil, mas foi mobilizada e preparada para a defesa nas Colinas de Golã. Durante a Segunda Intifada, a brigada realizou emprego operacional na Judéia e Samaria e participou da luta contra o terrorismo palestino.

### A Segunda Guerra do Líbano
Na Segunda Guerra do Líbano a brigada, sob o comando de Anwar Saab, lutou no setor leste como parte da 366ª Divisão e participou das batalhas por Marj Ayon e Al-Khyam. Durante a luta, a brigada perdeu um combatente, David Shmidov do 9211º Batalhão, que foi morto em 9 de agosto em uma batalha em Kfar Kalia.

### A brigada hoje
Hoje a brigada inclui 3 batalhões de infantaria - os 7006º, 9204º e 9211º batalhões - e inclui principalmente combatentes formados na Brigada Golani.

## Comandantes
Predefinição:להשלים
| Nome              | mandato     | Observações                                                 |
| ----------------- | ----------- | ----------------------------------------------------------- |
| Uri Yaffe         | 1948        | Guerra da Independência                                     |
| Yitzhak Pondak    | 1948        | Guerra da Independência                                     |
| Moshe Netzer      | 1948 - 1950 |                                                             |
| Yossef Nebo       |             | Mais tarde, o prefeito de Herzliya                          |
| Moshe Horin       |             |                                                             |
| Avraham Yoffe     | 1953 - 1957 | Guerra do Sinai. Mais tarde, General do Comando Norte e Sul |
| Issachar Shadmi   |             |                                                             |
| Haim Avinoam      |             |                                                             |
| Aharon Avnon      |             | Guerra dos Seis Dias                                        |
| Mutka Ben-Forat   |             | Guerra de Yom Kippur                                        |
| Shai Tamari       |             |                                                             |
| Pinchas Noi       | 1975–1980   |                                                             |
| Moshe Peled       |             |                                                             |
| Zeev Tsel         |             |                                                             |
| Eli Ed (Idelman)  |             |                                                             |
| Maron Inbar       |             |                                                             |
| Eliezer Rosenbaum |             |                                                             |
| Nitzan Noreal     |             |                                                             |
| Zvi Barkai        |             |                                                             |
| Dror Rufa         |             |                                                             |
| Mofid Marai       |             |                                                             |
| Hai Peleg         |             |                                                             |
| Anwar Saev        | 2006 - 2008 |                                                             |
| Ofek Bokhris      | 2008 - 2010 |                                                             |
| Mordechai Kahana  | 2010 - 2013 |                                                             |
| Eyal Asraf        | 2013 - 2015 |                                                             |
| Shoki Ribak       | 2015 - 2017 |                                                             |
| Shai ben Yishai   | 2017 - 2019 |                                                             |
| Dvir Hevar        | 2019 - 2022 |                                                             |
| Liron Appleman    | 2022 -      |                                                             |